# Granarolo dell'Emilia

Granarolo dell'Emilia (Granarôl en dialecte bolonais) est une commune italienne de la ville métropolitaine de Bologne, dans la région Émilie-Romagne.

## Géographie
La commune est située dans la plaine du Pô à 9 km au nord de Bologne, à une altitude moyenne de 28 mètres (19 à 40 m), sur la route provinciale SP5 (parallèle à la route SS64 et à l’autoroute A13 Bologne-Ferrare).
La commune fait partie de l’Union Terre de plaine, association intercommunale avec Baricella, Budrio, Minerbio.
Grandes villes voisines :
- Bologne 9 km ;
- Ferrare 38 km ;
- Milan 205 km ;
- Florence 106 km.

## Histoire
L’origine du nom prend ses racines étymologiques du mot latin granarius, granarium et granariolus (de grana en italien et grain en français), utilisé pour indiquer une terre où se cultive le blé.
Les traces de peuplement les plus antiques remontent à la période de la culture de Villanova, comme en témoignent les sépultures mises au jour dans les hameaux de Viadagola et Quarto Inferiore (VIe siècle av. J.-C.), relatives aux populations étrusques, celtes et romaines qui se trouvaient sur les voies de passages de Milan vers l’Adriatique (via Emilia) et vers la province de Ferrare.
Le quadrillage de la centuriation romaine, encore bien visible aujourd’hui, témoigne de la nature agricole du territoire, spécialement cultivé pour fournir le blé à la ville de Bologne durant toute la période du Moyen Âge et moderne.
La commune de Granarolo dell'Emilia naît peu après le Risorgimento sous le nom de commune de Viadagola et prend son nom actuel en 1876.

## Monuments et lieux d’intérêt

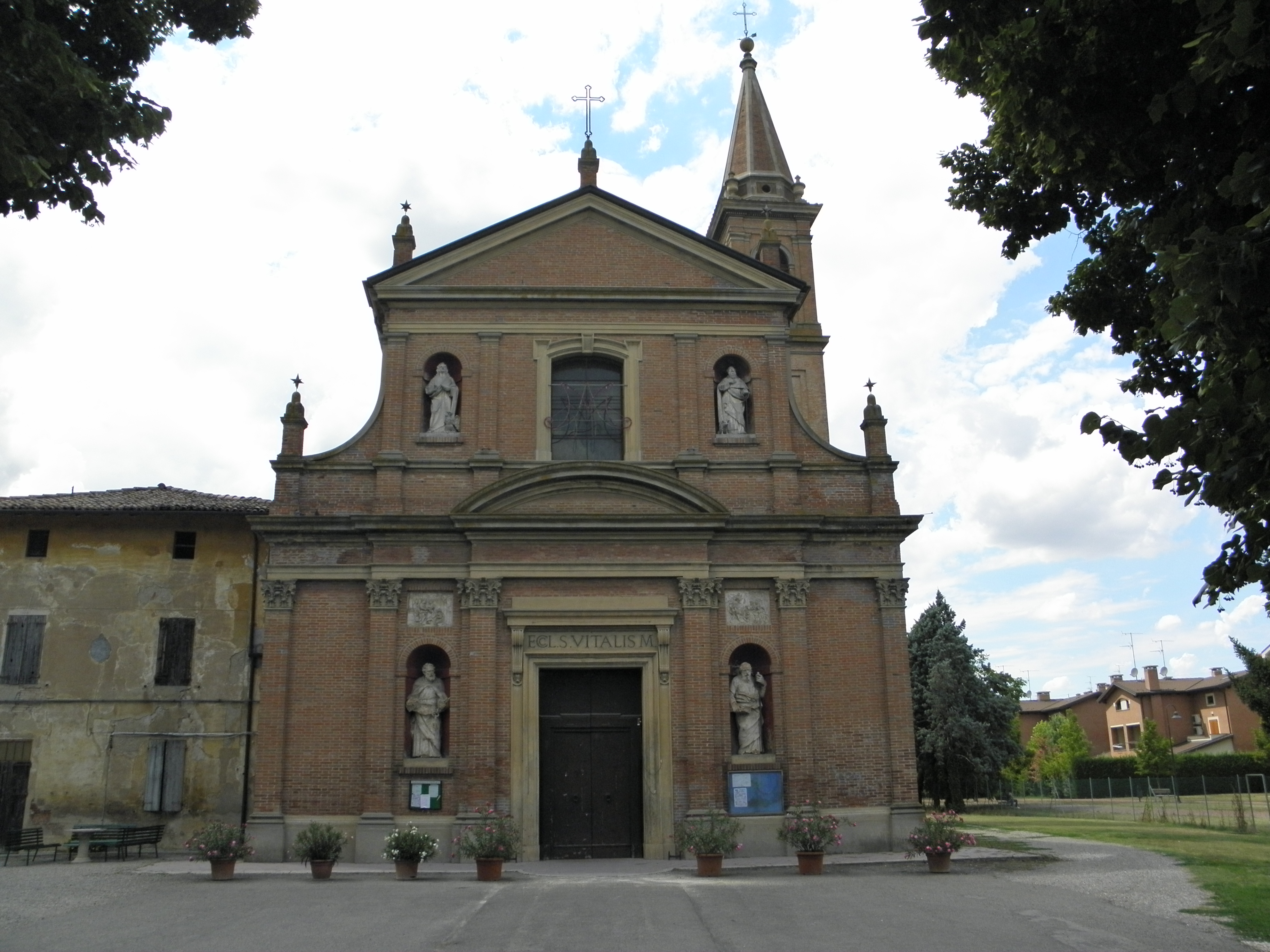
Église de San Vitale.

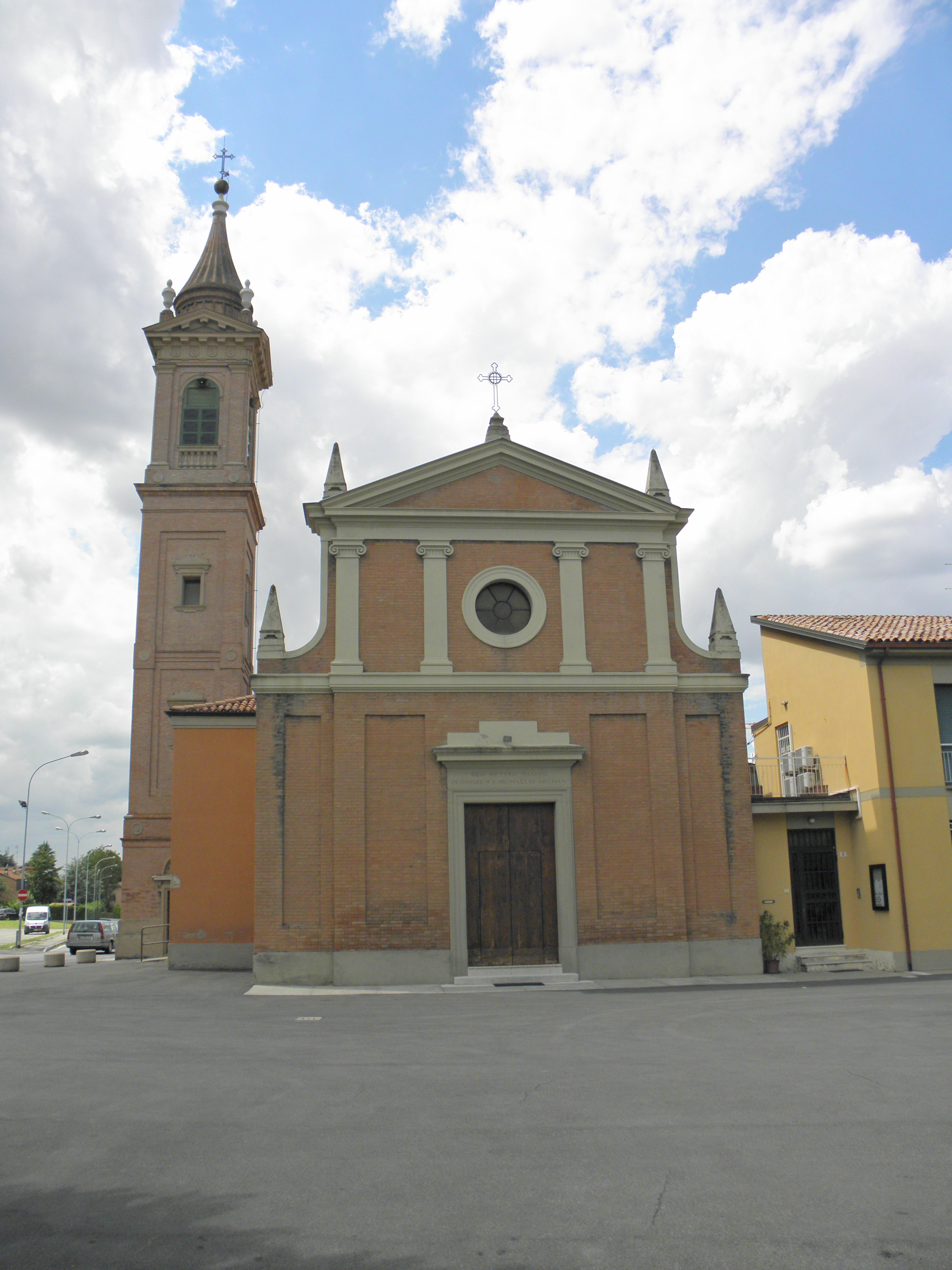
Église de San Michele Arcangelo, du hameau de Quarto Inferiore.

- Église de San Vitale, de 1682, fresques de l’école de peinture de Bologne de Le Guerchin et Elisabetta Sirani.
- Église de San Michele Arcangelo, à Quarto Inferiore, fresques de Denis Calvaert.
- Église de San Mamante, à Lovoleto.
- Église de Sant'Andrea, à Cadriano.
- Église des Saints Vittore e Giorgio, à Viadagola.

- villa Boncompagni Dal Ferro, actuelle villa Evangelisti, ex-siège municipal de la commune de Viadagola au XIXe siècle.
- villa Mignani Boselli, ex-villa Giovannini, actuel siège d’un restaurant à Cadriano.
- villa Bassi dite villa del Marchesino, au centre de Granarolo.
- villa Amelia, actuelle villa Sapori, en localité de Fibbia.
- villa Mareschi, actuelle Villani Emma, en localité de Lovoleto.
- villa Lagorio à Lovoleto.
- villa Montanari à Quarto Inferiore, actuel siège d’une banque.

## Économie
La commune a connu un grand changement ces dix dernières années grâce à son développement économique de son territoire par une concentration de petites et moyennes industries artisanales les secteurs  de la mécanique, de l’habillement, des jeux, du traitement des eaux et de l’agriculture.

Pour le domaine agricole, l’antique réseau de bonification des terres (ex-centuriation) toujours entretenu, permet une culture optimale en qualité et en quantité.

## Personnalités liées à Granarolo dell'Emilia
- Mario Bonvicini (1903-?), cycliste

## Administration
| Période                                  | Période | Identité           | Étiquette     | Qualité |
| ---------------------------------------- | ------- | ------------------ | ------------- | ------- |
| 2009                                     | 2014    | Loretta Lambertini | Centre gauche |         |
| Les données manquantes sont à compléter. |         |                    |               |         |

### Hameaux
Cadriano, Lovoleto, Quarto Inferiore, Viadagola

### Communes limitrophes
Bentivoglio (9 km), Bologne (9 km), Budrio (7 km), Castel Maggiore (7 km), Castenaso (5 km),  Minerbio (7 km)

## Population

### Évolution de la population en janvier de chaque année
| 1861  | 1901  | 1921  | 1951  | 1961  | 1971  | 1981  | 1991  | 2001  |
| ----- | ----- | ----- | ----- | ----- | ----- | ----- | ----- | ----- |
| 4 192 | 4 647 | 5 109 | 4 927 | 4 157 | 5 250 | 6 510 | 6 934 | 8 696 |

| 2011   | - | - | - | - | - | - | - | - |
| ------ | - | - | - | - | - | - | - | - |
| 10 653 | - | - | - | - | - | - | - | - |

### Ethnies et minorités étrangères
Selon les données de l’Institut national de statistique (ISTAT) au 1er janvier 2011 la population étrangère résidente et déclarée était de 703 personnes, soit 6,6 % de la population résidente.
Les nationalités majoritairement représentatives étaient :
| Pos. | Pays     | Population |
| ---- | -------- | ---------- |
| 1    | Roumanie | 172        |
| 2    | Albanie  | 102        |
| 3    | Maroc    | 77         |
| 4    | Ukraine  | 45         |

## Jumelages
- Bagnères-de-Bigorre (France)

## Note
1. ↑  (it) Popolazione residente e bilancio demografico sur le site de l'ISTAT.

## Sources
- (it) Cet article est partiellement ou en totalité issu de l’article de Wikipédia en italien intitulé « Granarolo dell'Emilia » (voir la liste des auteurs) le 25/11/2012.